# جواب منفی (فیلم)
جواب منفی (به انگلیسی: Nope، نَه، نُچ) یک فیلم ترسناک علمی تخیلی آمریکایی به نویسندگی، کارگردانی و تهیه‌کنندگی مشترک جوردن پیل است که توسط مانکی‌پا پروداکشنز ساخته شده‌است. در این فیلم دنیل کالویا، کیکه پالمر، استیون ین، براندون پریا، مایکل وینکات، رن اشمیت و کیث دیوید به ایفای نقش پرداخته‌اند. داستان این فیلم، تلاش دو خواهر و برادر مالک یک مزرعه را نشان می‌دهد که سعی دارند شواهد ویدئویی از یک شیء ناشناس پرنده را ضبط کنند.
پیل به‌طور رسمی سومین فیلم کارگردانی بدون عنوان خود را در نوامبر ۲۰۱۹ معرفی کرد. پالمر و کالویا در فوریه ۲۰۲۰ به این گروه ملحق شدند و ین در ماه بعد انتخاب شد و پیل عنوان اصلی فیلم را در ژوئیه ۲۰۲۱ فاش کرد. فیلمبرداری در پاییز ۲۰۲۱ در شمال شهرستان لس آنجلس انجام شد و در اواخر نوامبر به پایان رسید.
جواب منفی در ۱۸ ژوئیه ۲۰۲۲ در سالن نمایش چینی گرامن در لس آنجلس به نمایش درآمد و چهار روز بعد توسط یونیورسال پیکچرز به‌طور گسترده در ایالات متحده اکران شد. این فیلم با بودجه ۶۸ میلیون دلاری بیش از ۱۷۰ میلیون دلار فروش داشته‌است و به دلیل اصالت، بلندپروازی، اجراها و کارگردانی پیل، نقدهای مثبتی از منتقدان دریافت کرد، اگرچه فیلمنامهٔ آن منتقدان را دو قطبی کرده‌است. این فیلم از سوی انستیتوی فیلم آمریکا به‌عنوان یکی از بهترین فیلم‌های ۲۰۲۲ نام گرفت.

## خلاصهٔ داستان
«من پلیدی شنیع را بر تو خواهم ریخت، تو را پست خواهم کرد و نمایشی از تو خواهم ساخت.»

ناحوم ۳:۶؛ آیه‌ای از کتاب مقدس که فیلم را آغاز می‌کند

«پلیت ۶۲۶» اثر ادوارد مایبریج از حرکت حیوانات, برای نمایش‌دادن «نخستین مجموعهٔ تصاویر برای ایجاد یک تصویر متحرک» استفاده شد.

در سال ۱۹۹۸، شامپانزه‌ای به نام گوردی که بازیگر عنوان برنامه‌ای تلویزیونی با عنوان خانهٔ گوردی است، پس از ترکیدن یک بادکنک روی صحنهٔ فیلم‌برداری مبهوت می‌شود و به چند نفر از همبازی‌های انسان خود حمله می‌کند و آن‌ها را می‌کشد. جوان‌ترین بازیگر سریال، ریکی «ژوپ» پارک (Ricky "Jupe" Park)، زیر یک میز پنهان می‌شود و آسیبی ندیده‌است، هرچند که از این تجربه آسیب روانی دیده‌است. شامپانزه سرانجام ژوپ را پیدا کرده و دستش را به‌منظور برقراری ارتباط به سوی او دراز می‌کند، اما در همان لحظه توسط مقامات کشته می‌شود.
در زمان حال، اوتیس هیوود سنیور یک مالک مزرعه، اسب‌هایش را برای تولیدات سینمایی و تلویزیونی آموزش می‌دهد و نگهداری می‌کند. هنگامی که او توسط یک سکهٔ ۲۵ سنتی از طریق چشمش کشته می‌شود که به‌طور غیرقابل توضیحی از آسمان می‌افتد، فرزندانش اوتیس جونیور هیوود ملقب به «اوجی» (Otis Jr. "OJ" Haywood؛ دنیل کالویا) و اِمرالد هیوود ملقب به «اِم» (Emerald "Em" Haywood؛ کیکه پالمر) مزرعه را به ارث می‌برند. اوجی سعی می‌کند تجارت را سرپا نگه دارد و میراث پدرش را حفظ کند، در حالی که اِم به دنبال شهرت و ثروت در هالیوود است. هیوودها ادعا می‌کنند که سوارکاری ناشناس در «پلیت ۶۲۶» از سری تصاویر حرکت حیوانات اثر ادوارد مایبریج، جد آن‌ها بوده‌است.
شش ماه بعد، در حین فیلمبرداری یک آگهی تبلیغاتی با فیلم‌بردار برجسته آنتلرز هولست (Antlers Holst؛ مایکل وینکات)، یکی از اسب‌ها وقتی خدمه او را بهت‌زده می‌کنند، واکنش شدیدی نشان می‌دهد و هیوودها از پروژه اخراج می‌شوند. مشکلات مالی مزرعه، اوجی را مجبور کرده‌است که اسب‌های خود را به ژوپ بالغ (استیون ین) بفروشد، که در نزدیکی ژوپیترز کلیم (Jupiter's Claim)، یک پارک موضوعی غربی کوچک را اداره می‌کند، که در آن از داستان قتل‌عام خانهٔ گوردی برای کسب سود استفاده می‌کند. ژوپ پیشنهاد خرید مزرعهٔ هیوودها را می‌دهد، پیشنهادی که اِم و اوجی را به پذیرش آن تشویق می‌کند. در آن شب، هیوودها متوجه نوسانات برق و ناپدیدشدن اسب‌هایشان می‌شوند و به شدت به حضوری ناشناخته واکنش نشان می‌دهند. آن‌ها یک شیء ناشناس پرنده (یوفو) به شکل بشقاب پرنده را در آسمان کشف می‌کنند که اسب‌های آن‌ها را می‌بلعد و هرگونه زبالهٔ معدنی را بیرون می‌ریزد که باعث مرگ پدرشان شده‌است. با انگیزه میل به ثروت و شهرت، خواهر و برادر تصمیم می‌گیرند شواهدی مبنی بر وجود بشقاب پرنده را ثبت کنند و انجل تورس، کارمند شرکت فرای را برای نصب دوربین‌های نظارتی استخدام می‌کنند. با اینحال تداخل الکتریکی یوفو و حضور یک آخوندک روی یکی از دوربین‌ها مانع از دریافت تصاویر واضح می‌شود، اما انجل متوجه ابری در اطراف می‌شود که هرگز حرکت نمی‌کند. آن‌ها استنباط می‌کنند که این مکان مخفیگاه آن «بشقاب پرنده» است و همچنین اینکه این وسیله هربار با نزدیکی به زمین تمام وسایل الکترونیکی در منطقه را از کار می‌اندازد.
ژوپ یک نمایش زنده را در ژوپیترز کلیم معرفی می‌کند و قصد دارد با اسبی که از هیوودها خریداری کرده بود، در مقابل تماشاگران از آن به عنوان طعمه برای فریب‌دادن «بشقاب پرنده» استفاده کند. بشقاب پرنده از راه می‌رسد اما ژوپ و تمام تماشاگران را می‌بلعد. اوجی استنباط می‌کند که این بشقاب پرنده یک «سفینهٔ فضایی» نیست، بلکه موجودی زنده و غارتگر است که از جهانی ناشناخته سرچشمه می‌گیرد و هر چیزی را که مستقیماً به سوراخ میانی آن (که به عنوان چشم یاد می‌شود) نگاه کند می‌بلعد. اوجی با استفاده از روش‌هایی مشابه که برای شکستن و آموزش اسب‌ها استفاده می‌شود، معتقد است که آن‌ها می‌توانند بر رفتار این موجود تأثیر بگذارند تا بدون کشته‌شدن، فیلمی از آن موجود ضبط کنند. هیوودها به این موجود نام مستعار «جین جکت» (Jean Jacket) را می‌دهند و تصمیم می‌گیرند که هولست را برای کمک استخدام کنند. هولست در ابتدا امتناع می‌کند، اما در نهایت پس از شنیدن اخبار حادثه در رسانه‌ها تجدید نظر می‌کند.
هولست برای دور زدن تأثیرات «جین جکت» بر روی وسایل الکترونیکی، یک دوربین فیلمبرداری دستی را برای ضبط فیلم آورده‌است. گروه با همراهی انجل، نقشه‌ای را برای کمین‌کردن به این موجود فضایی طرح می‌کنند و به تماشای میدانی مملو از عروسک‌های هوارقصان می‌پردازند که به‌منظور دیدن نقص‌های الکتریکی طراحی شده تا مکان «جین جکت» را در آسمان استنتاج کنند. با این حال، یکی از خبرنگاران تی‌ام‌زی وارد زمین می‌شود و هنگامی که موتورسیکلت برقی او در نزدیکی «جین جکت» خاموش می‌شود، به روی زمین پرتاب می‌شود. او متعاقباً در حالی که از اوجی التماس می‌کند تا از این رویداد فیلم‌برداری کند، توسط «جین جکت» بلعیده می‌شود. اگرچه هولست تصویر این موجود را می‌گیرد، اما اجازه می‌دهد همراه با دوربینش بلعیده شود و سه نفر باقی‌مانده را مجبور به فرار می‌کند. انجل از حمله «جین جکت» جان سالم به در می‌برد و در سیم خاردار گیر می‌افتد و باعث می‌شود که این موجود خود را از شکل نعلبکی‌مانندش به شکل یک عروس دریایی دگرگون کند.
اوجی، «جین جکت» را از خواهرش اِم دور می‌کند، در حالی که اِم با موتورسیکلت به سمت ژوپیترز کلیم می‌رود و گره‌های یک بالون غول پیکر را باز می‌کند. او از یک دوربین آنالوگ از طریق یک جاذبه برای عکاسی از «جین جکت» استفاده می‌کند که بالای سرش پرواز می‌کند و سعی می‌کند بالونِ رهاشده را ببلعد که در پی آن منفجر شده و ظاهراً کشته می‌شود. با این تصویر به عنوان مدرک برای وجود این موجود و رسیدن خبرنگارانی به نزدیکی محل، اِم برادرش اوجی را بدون آسیب روی اسب می‌بیند که به سمت ژوپیترز کلیم می‌رود.

## بازیگران
- دنیل کالویا در نقش او.جی. هیوود، پسر اوتیس
- کیکه پالمر در نقش امرالد هیوود، خواهر او.جی.
- استیون ین در نقش ریکی «ژوپ» پارک، بازیگر سابق کودک و صاحب/ خالق کارناوال «ژوپیترز کلیم»
- براندون پریا [en] در نقش آنجل تورس، فروشنده محصولات فناوری
- مایکل وینکات در نقش آنتلرز هولست، یک فیلم‌بردار مشهور
- رن اشمیت در نقش امبر پارک، همسر ژوپ
- کیث دیوید در نقش اوتیس هیوود سنیور، صاحب مزرعه اسب‌های هیوود هالیوود
- دونا میلز در نقش بانی کلیتون
- باربی فریرا در نقش نسی
- ادی جمیسن در نقش باستر
- آز پرکینز در نقش فین باخمن
- دوون گرای در نقش رایدر مایبریج، خبرنگار تی‌ام‌زی
- تری نوتاری در نقش گوردی، یک شامپانزه و ستارهٔ کمدی خانه گوردی
- اندرو پاتریک رالستون [en] در نقش تام روگان، بازیگر نقش برت هیوستون در خانه گوردی
- جنیفر لافلور در نقش فیلیس مایبری، بازیگر نقش مارگارت هیوستون در خانه گوردی

## تولید

### توسعه
در ۱ اکتبر ۲۰۱۹، یونیورسال پیکچرز با هدف تمرکز بر ساخت «فیلم‌های ژانر اصیل از سوی نویسندگان»، یک همکاری تولید انحصاری پنج ساله را با استودیوی «مانکی‌پا پروداکشنز» جوردن پیل اعلام کرد. در ۹ نوامبر ۲۰۲۰، یک فیلم بدون عنوان به نویسندگی، کارگردانی و تهیه کنندگی پیل تاریخ اکران در یونیورسال برای ۲۲ ژوئیه ۲۰۲۲ داده شد در فوریه ۲۰۲۱، گزارش شد که کیکه پالمر و دنیل کالویا به بازیگران پیوستند در حالی که جسی پلمونس نقشی در این فیلم را رد کرد تا به جای آن در فیلم قاتلان ماه گل بازی کند. پیل فیلمنامه را با در نظر گرفتن کالویا برای نقش جیمز هیوود نوشت. در مارس ۲۰۲۱، استیون ین به بازیگران اضافه شد. در ۲۲ ژوئیه ۲۰۲۱، پیل عنوان فیلم را فاش کرد و اولین پوستر انتشار تبلیغاتی آن را به اشتراک گذاشت و بازیگران مایکل وینکات، براندون پریا و باربی فریرا تأیید شدند.
در فوریه ۲۰۲۱، گزارش شد که کیکه پالمر و دنیل کالویا به بازیگران پیوستند، در حالی که جسی پلمونس نقشی را به نفع بازی در فیلم قاتلان ماه گل رد کرد. پیل فیلمنامه را با در نظر گرفتن کالویا برای نقش اوجی هیوود نوشت. استیون ین در ماه مارس به گروه بازیگران اضافه شد.

### فیلمبرداری

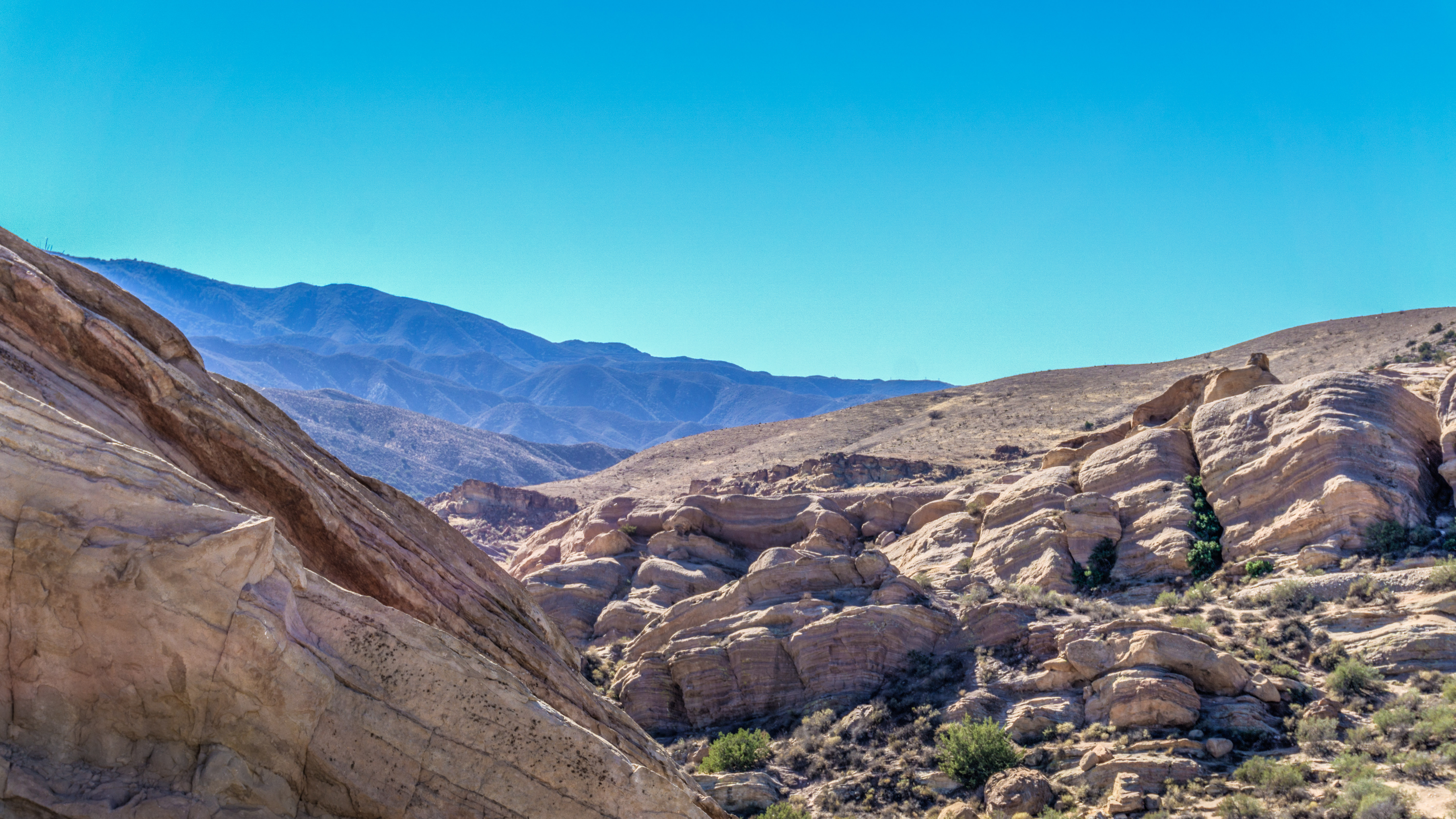
فیلم‌برداری همچنین در اگوا دولس، کالیفرنیا انجام شد.

قرار بود تصویربرداری اصلی در لس آنجلس و کالیفرنیای جنوبی در ۷ ژوئن ۲۰۲۱ آغاز شود. این محصول برای فیلمبرداری فیلم در ایالت کالیفرنیا حدود ۸ میلیون و ۳۶۴ هزار دلار اعتبار مالیاتی دریافت کرد. این فیلم همچنین نخستین پروژه‌ای بود که کارآموزانی را از گروه سرگرمی یونیورسال فیلم، کارآموزی زیر خط کالیفرنیا برای افرادی که به دنبال شغل پشت دوربین بودند، استخدام کرد. هویته ون هویتما فیلم‌برداری را با استفاده از فیلم کداک، از جمله فیلم ۶۵ میلی‌متری در قالب آی‌مکس، انجام داد که نخستین فیلم ترسناک تاریخ است که با این فرمت فیلمبرداری شده‌است. در ۲۲ ژوئیه ۲۰۲۱، پیل عنوان فیلم را فاش کرد و اولین پوستر تبلیغاتی آن را به اشتراک گذاشت و بازیگران دیگر نیز تأیید شدند. پیل، «Nope» را عنوان فیلم انتخاب کرد زیرا می‌خواست از مخاطبان فیلم و واکنش‌های آن‌ها نسبت به فیلم قدردانی کند. او همچنین گفت که زمانی در نظر داشت که عنوان فیلم را مردان سبز کوچک (انگلیسی: Little Green Men) معرفی کند که با استفاده از آن موضوعی در فیلم در مورد «پول‌سازی از طریق نمایش» توسط بشریت را ارجاع دهد. فیلمبرداری همچنین در شرکت فرایز الکترونیکس در بربنک، کالیفرنیا انجام شد، که همراه با تمام مکان‌های باقیمانده فرای چندین هفته پیش از فیلمبرداری بسته شده‌بود. فروشگاه در حالت کار خود دوباره به‌منظور فیلم‌برداری ایجاد شد.
فیلم وسترن باک و واعظ (۱۹۷۲) با بازی سیدنی پوآتیه در سرتاسر فیلم نمایش داده می‌شود. پیل گفت: «این نخستین فیلمی بود که می‌شناسم که در آن کابوهای سیاه‌پوست حضور دارند. این افسانه درست نیست که تنها کابوی‌ها سفیدپوست وجود داشتند و دور و بر می‌دویدند، اما به‌خاطر هالیوود و نگاه رمانتیک به این دوران وحشیانه، ما چیزی از این امر نمی‌دانیم. فیلم، روحی مشترک دارد.» پالمر برای صحنه مقدماتی خود، که در نخستین تریلر فیلم نیز مشاهده می‌شود، چهارده برداشت از مونولوگ اِمرالد دربارهٔ تاریخچهٔ او و خانوادهٔ اوجی گرفت، که در ابتدا پیش از تصویربرداری اصلی در فیلمنامه وجود نداشتند. پیل این برداشت‌ها را «بسیار متفاوت از یکدیگر [و] غیرقابل حذف» توصیف کرد و گفت: «یک هنرنمایی، از آن نوع که در آن کسی می‌گوید: «این بار انتخابم را انجام دادم و دنبالش می‌کنم». بداهه‌سازی‌هایی وجود دارند».

### طراحی موجود
جان دبیری، پروفسور مؤسسه فناوری کالیفرنیا با پیل و تیمش در طراحی شکل بشقاب پرندهٔ «جین جکت»، و به ویژه شکل واقعی و نهایی آن ملقب به «فرشتهٔ کتاب مقدس» همکاری کرد. این تیم از طرح‌های نئون جنسیس اونگلیون و موجودات دریایی از جمله عروس دریایی، هشت‌پا و ماهی مرکب الهام گرفت تا یک غارتگر ناشناختهٔ آسمانی که قبلاً منقرض شده‌است را به تصویر بکشند که «می‌تواند در ابرها پنهان شود» و با توانایی «تولید میدان الکتریکی» برگرفته از مارماهی برقی و کاردماهی شبح، قادر به ایجاد نیروی محرکه الکتریکی («پرواز سریع بدون بال و بادبان») می‌باشد.

## بازاریابی
پس از انتشار یک پوستر تیزر در ژوئیه ۲۰۲۱ و اولین تصاویر در ۸ فوریه ۲۰۲۲، یک تریلر به صورت آنلاین و در طول سوپر بول در ۱۳ فوریه ۲۰۲۲ به نمایش درآمد که شامل ضبط سال ۱۹۶۲ از در شیکاگو ترانهٔ «نوک انگشتان» اثر استیوی واندر در تئاتر رگال بود. چندین منتقد فیلم تبلیغاتی را به دلیل ایجاد همزمان تعلیق و پنهان نگه‌داشتن خط داستان تحسین کردند. جردن هافمن از ونتی فر نمره‌های مثبتی را به انتخاب آهنگ و متن پیمایشی آن روی یک قاب ثابت داد، که او آن را با عکسی مشابه در تریلر فیلم درخشش از استنلی کوبریک مقایسه کرد. چارلز پولیام مور، کارگردان ورج آن را «یکی از فیلم‌های مدرن کمیاب با این همه هیاهو در اطراف آن دانست که آن را به تاریخ اکرانش نزدیک کرد بدون اینکه عموم مردم اساساً چیزی در مورد آن بدانند». بر اساس گزارش تحلیلی رسانه‌های اجتماعی رلیش‌میکس، تعامل این فیلم در رسانه‌های اجتماعی پس از پخش تبلیغات سوپر بول در تلویزیون ملی ۲۱٫۶۵ میلیون افزایش یافت.
دومین پوستر تیزر در ۱ مارس ۲۰۲۲ منتشر شد که در آن اسبی در هوا معلق است. منتقدان حدس می‌زدند که این فیلم دربارهٔ زیست فرازمینی باشد. جان اسکوایرز از بلادی دیسگاستینگ گفت که «کاملاً ممکن است که جواب منفی اصلاً آن فیلمی نباشد که تا به حال به نظر می‌رود، زیرا بازاریابی‌اش ما را از عطر و بوی آن خارج می‌کند.» لکس بریسکوزو از /فیلم گفت که «علیرغم این واقعیت که تریلر جدید سرنخ‌های تازه‌ای به ما نمی‌دهد، من فقط خوشحالم که می‌بینم محتوای جدید همچنان به‌طور غیرمنتظره ظاهر می‌شود.» در ۱۶ آوریل، تبلیغاتی برای بازی‌های حذفی ان‌بی‌ای با استفن کری، بازیکن ان‌بی‌ای، فیلم را تبلیغ کرد. لری فیتزموریس از بازفید آن را «به طرز وحشتناکی خنده‌دار» نامید.

## انتشار
این فیلم در ۱۸ ژوئیه ۲۰۲۲ در سالن نمایش چینی گرامن در لس آنجلس به نمایش درآمد، و در ۲۲ ژوئیه ۲۰۲۲ توسط یونیورسال پیکچرز در سینماهای ایالات متحده اکران شد. تاریخ اکران در سینما برای اولین بار در نوامبر ۲۰۲۰ آشکار شد. سینما آلامو درفت‌هاوس در ۲۵ ژوئیه ۲۰۲۲ میزبان نمایش ویژه این فیلم در سانست رنچ هالیوود بود.

## بازخورد

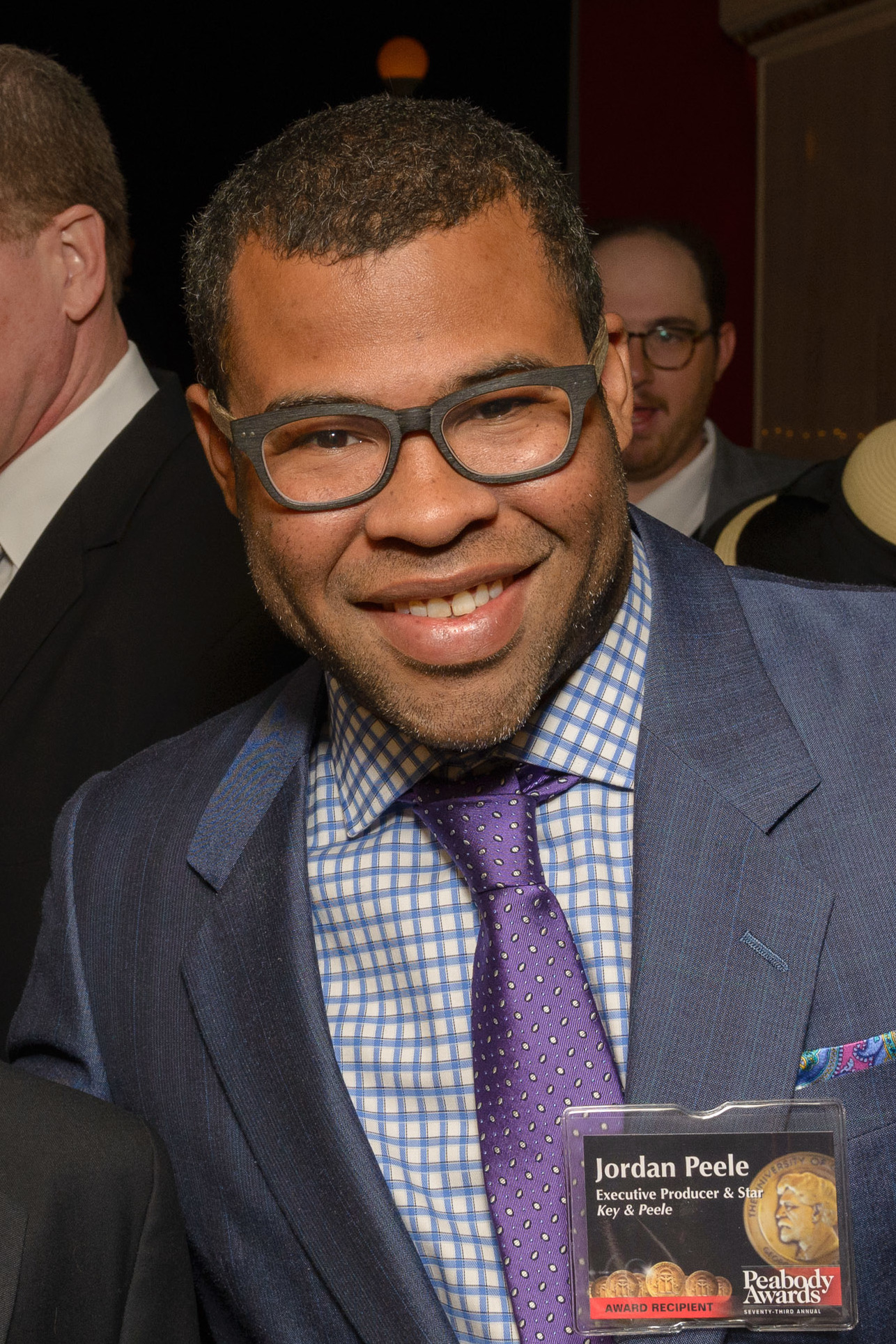
جوردن پیل برای کارگردانی فیلم مورد تحسین قرار گرفت.

### فروش گیشه
تا تاریخ ۵ نوامبر ۲۰۲۲، جواب منفی ۱۲۳٬۲ میلیون دلار در ایالات متحده و کانادا، و ۴۸٬۱ میلیون دلار در مناطقِ دیگر جهان به دست آورده‌است، که در مجموع فروش جهانیِ ۱۷۱٬۴ میلیون دلار را نشان می‌دهد.
پیش‌بینی می‌شد که جواب منفی در ایالات متحده و کانادا، حدود ۵۰ میلیون دلار از ۳۷۸۵ سینما در آخر هفته افتتاحیه‌اش فروش داشته‌باشد. این فیلم در روز افتتاحیه ۱۹٫۵ میلیون دلار فروش داشت که شامل ۶٫۴ میلیون دلار از پیش‌نمایش پنجشنبه شب بود. این فیلم برای نخستین بار با ۴۴٫۴ میلیون دلار فروش در صدر گیشه قرار گرفت و همچنین بهترین آخر هفتهٔ افتتاحیه یک فیلم اصلی از زمان فیلم «ما» را رقم زد. در حالی که فیلم در سطح پایین پیش‌بینی‌ها قرار داشت، ددلاین هالیوود همچنان آن را موفق می‌دانست و اشاره کرد که افتتاحیهٔ آن بالاتر از فیلم روزی روزگاری در هالیوود (با ۴۱ میلیون دلار) بود، یکی دیگر از فیلم‌های اصلی با درجهٔ R که در ژوئیه ۲۰۱۹ منتشر شد. همچنین فروش ناخالص آن از جمعه تا شنبه کاهش نیافته‌است، که نشان‌دهندهٔ احتمال حضور در گیشه است. این فیلم در دومین آخر هفته اکران خود با افت ۵۸ درصدی ۱۸٫۶ میلیون دلار فروش داشت و پس از فیلم تازه‌وارد ابر حیوانات لیگ دی‌سی در جایگاه دوم قرار گرفت. این فیلم در دو آخر هفته بعدی به ترتیب با ۸٫۵ و ۵٫۳ میلیون دلار سوم و پنجم شد.

### پاسخ انتقادی
در وبگاه جمع‌آوری نقد راتن تومیتوز، ٪۸۲ از ۴۳۱ بررسی منتقدان مثبت است و میانگینِ امتیاز آن ۷٫۴/۱۰ است. اجماع این وبگاه چنین می‌نویسد: «جواب منفی، حتی زمانی که دامنه‌اش فراتر می‌رود، به خاطر اصالت و بلندپروازی‌اش تحسین‌برانگیز است و چشم‌اندازی اسپیلبرگی را به زرادخانه رو به رشد جردن پیل اضافه می‌کند.» این فیلم در متاکریتیک که از میانگین وزنی استفاده می‌کند، بر اساس نظر ۶۴ منتقدین امتیاز ۷۷ از ۱۰۰ را کسب کرده که نشان‌گر «نقدهای عموماً مطلوب» است. تماشاگران شرکت‌کننده در نظرسنجی سینماسکور به فیلم نمره متوسط «B» را در مقیاس «A+» تا «F» دادند، در حالی که پست‌ترک گزارش داد که ۷۹٪ تماشاگران به آن نمرهٔ مثبت داده‌اند.

### جوایز و نامزدی‌ها
| جایزه                 | تاریخ مراسم   | رده                      | دریافت‌کننده  | نتیجه    | منبع   |
| --------------------- | ------------- | ------------------------ | ------------ | -------- | ------ |
| انجمن منتقدان هالیوود | ۱ ژوئیه ۲۰۲۲  | مورد انتظارترین فیلم     | جواب منفی    | برنده    | [ ۶۱ ] |
| جوایز ساترن           | ۲۵ اکتبر ۲۰۲۲ | بهترین فیلم علمی-تخیلی   | جواب منفی    | نامزدشده | [ ۶۲ ] |
| جوایز ساترن           | ۲۵ اکتبر ۲۰۲۲ | بهترین بازیگر نقش اول    | دنیل کالویا  | نامزدشده | [ ۶۲ ] |
| جوایز ساترن           | ۲۵ اکتبر ۲۰۲۲ | بهترین بازیگر نقش اول زن | کیکه پالمر   | نامزدشده | [ ۶۲ ] |
| جوایز ساترن           | ۲۵ اکتبر ۲۰۲۲ | بهترین کارگردان          | جوردن پیل    | نامزدشده | [ ۶۲ ] |
| جوایز ساترن           | ۲۵ اکتبر ۲۰۲۲ | بهترین نویسندگی          | جوردن پیل    | نامزدشده | [ ۶۲ ] |
| جوایز ساترن           | ۲۵ اکتبر ۲۰۲۲ | بهترین موسیقی            | مایکل آبلز   | نامزدشده | [ ۶۲ ] |
| جوایز ساترن           | ۲۵ اکتبر ۲۰۲۲ | بهترین ویرایش            | نیکلاس منصور | نامزدشده | [ ۶۲ ] |

## دنباله
براندون پریا در ژوئیه ۲۰۲۲ اعلام کرد که پیل و مدیران یونیورسال را متقاعد کرده‌است، که در درجهٔ اول به دلیل علاقه به دنباله احتمالی، سرنوشت شخصیتش را در اوج فیلم از کشته‌شدن تغییر دهند و گفت: «هیچ راهی وجود ندارد که داستان در ذهن من تمام شده‌باشد. اصلاً امکان ندارد. با توجه به اینکه همه چیز در پایان چقدر قهرمانانه به نظر می‌رسد، من فکر می‌کنم هیچ راهی وجود ندارد که قهرمانان را این‌چنین رها کنیم. این تنها شروع چیزی جدید است». جان دبیری، طراح «جین جکت» در مصاحبه با تریلیست پیشنهاد کرد که این موجود در پایان فیلم از مرگ ظاهری خود جان سالم به در برده‌است.